# Раффаеле Палладіно
Раффаеле Палладіно (італ. Raffaele Palladino, нар. 17 квітня 1984, Муньяно-ді-Наполі) — італійський футболіст, що грав на позиції півзахисника, нападника. По завершенні ігрової кар'єри — тренер. З 2024 року тренує  «Фiорентiну».
Виступав, зокрема, за клуби «Дженоа» та «Парма», а також національну збірну Італії.

## Клубна кар'єра
Народився 17 квітня 1984 року в місті Муньяно-ді-Наполі.
У дорослому футболі дебютував 2001 року виступами за команду клубу «Беневенто», в якій провів один сезон, взявши участь у 8 матчах чемпіонату. 
Згодом з 2002 по 2008 рік грав у складі команд клубів «Ювентус», «Салернітана», «Ліворно» та «Ювентус».
Своєю грою за останню команду привернув увагу представників тренерського штабу клубу «Дженоа», до складу якого приєднався 2008 року. Відіграв за генуезький клуб наступні три сезони своєї ігрової кар'єри.
У 2011 році уклав контракт з клубом «Парма», у складі якого провів наступні чотири роки своєї кар'єри гравця. 
Протягом 2015—2018 років захищав кольори клубів «Кротоне», «Дженоа» та «Спеція».
Завершив професійну ігрову кар'єру в клубі «Монца», за команду якого виступав протягом 2019 року.

## Виступи за збірні
У 2003 році дебютував у складі юнацької збірної Італії (U-19), загалом на юнацькому рівні взяв участь у 6 іграх, відзначившись 3 забитими голами.
Протягом 2005–2007 років залучався до складу молодіжної збірної Італії. На молодіжному рівні зіграв у 15 офіційних матчах, забив 4 голи.
У 2007 році дебютував в офіційних матчах у складі національної збірної Італії. Протягом кар'єри у національній команді, яка тривала 3 роки, провів у її формі 3 матчі.

## Кар'єра тренера
Розпочав тренерську кар'єру відразу ж по завершенні кар'єри гравця, 2019 року як тренер молодіжної команди клубу «Монца».
| Дата       | Місто   | Господарі | Результат | Гості             | Турнір            | Голи | Примітки |
| ---------- | ------- | --------- | --------- | ----------------- | ----------------- | ---- | -------- |
| 21-11-2007 | Модена  | Італія    | 3 – 1     | Фарерські острови | Відбір до ЧЄ 2008 | -    |          |
| 6-2-2008   | Цюрих   | Італія    | 3 – 1     | Португалія        | товариський матч  | -    | 78'      |
| 14-11-2009 | Пескара | Італія    | 0 – 0     | Нідерланди        | товариський матч  | -    | 56'      |
| Усього     |         | Матчів    | 3         |                   | Голів             | 0    |          |

## Титули і досягнення
- Чемпіон Європи (U-19): 2003